# Вайнбург (Нижняя Австрия)
Вайнбург (нем. Weinburg (Niederösterreich)) — коммуна (нем. Gemeinde) в Австрии, в федеральной земле Нижняя Австрия. 
Входит в состав округа Санкт-Пёльтен.  Население составляет 1290 человек (на 31 декабря 2005 года). Занимает площадь 10,36 км². Официальный код  —  31945.

## Политическая ситуация
Бургомистр коммуны — Петер Кальтайс (СДПА) по результатам выборов 2005 года.
Совет представителей коммуны (нем. Gemeinderat) состоит из 19 мест.
- СДПА занимает 14 мест.
- АНП занимает 5 мест.